# Australië op het Eurovisiesongfestival 2020
Australië zou deelnemen aan het Eurovisiesongfestival 2020 in Rotterdam, Nederland. Het zou de zesde deelname van het land aan het Eurovisiesongfestival geweest zijn. SBS was verantwoordelijk voor de Australische bijdrage voor de editie van 2020.

## Selectieprocedure
Op 29 augustus 2019 maakte de Australische omroep bekend te zullen deelnemen aan de aankomende editie van het Eurovisiesongfestival. Net als het jaar voordien koos Australië zijn inzending via een nationale finale, Eurovision – Australia Decides. De inschrijvingen daarvoor werd op 29 augustus 2019 geopend en liepen tot en met 30 september 2019. De finale vond plaats op zaterdag 8 februari 2020.
Australië hanteerde tijdens de nationale finale het Eurovisiesysteem qua puntenverdeling. De punten van de jury werden uitgereikt op basis van de prestatie tijdens de generale repetitie van een dag eerder. Zowel de jury als de kijkers thuis stonden in voor 50% van de punten.
De nationale finale vond net als een jaar eerder plaats in Gold Coast en werd gepresenteerd door Joel Creasey en Myf Warurst. Het was uiteindelijk Montaigne die met de zegepalm aan de haal ging en zodoende haar vaderland zou gaan vertegenwoordigen op het Eurovisiesongfestival 2020.

## Eurovision – Australia Decides 2020
| Plaats | Artiest         | Lied                 | Jury | Publiek | Totaal |
| ------ | --------------- | -------------------- | ---- | ------- | ------ |
| 1      | Montaigne       | Don't break me       | 54   | 53      | 107    |
| 2      | Casey Donovan   | Proud                | 40   | 60      | 100    |
| 3      | Vanessa Amorosi | Lessons of love      | 42   | 40      | 82     |
| 4      | Didirri         | Raw stuff            | 39   | 24      | 63     |
| 5      | Mitch Tambo     | Together             | 57   | 24      | 33     |
| 6      | Jaguar Jonze    | Rabbit hole          | 18   | 28      | 46     |
| 7      | Diana Rouvas    | Can we make heaven   | 24   | 18      | 42     |
| 8      | Jack Vidgen     | I am king I am queen | 19   | 15      | 34     |
| 9      | iOTA            | Life                 | 19   | 13      | 32     |
| 10     | Jordan-Ravi     | Pushing stars        | 11   | 12      | 23     |

## In Rotterdam
Australië zou aantreden in de eerste halve finale op dinsdag 12 mei. Het Eurovisiesongfestival 2020 werd evenwel geannuleerd vanwege de COVID-19-pandemie.
2015 · 2016 · 2017 · 2018 · 2019 · 2020 · 2021 · 2022 · 2023 · 2024 · 2025
Albanië · Armenië · Australië · Azerbeidzjan · België · Bulgarije · Cyprus · Denemarken · Duitsland · Estland · Finland · Frankrijk · Georgië · Griekenland · Ierland · IJsland · Israël · Italië · Kroatië · Letland · Litouwen · Malta · Moldavië · Nederland · Noord-Macedonië · Noorwegen · Oekraïne · Oostenrijk · Polen · Portugal · Roemenië · Rusland · San Marino · Servië · Slovenië · Spanje · Tsjechië · Verenigd Koninkrijk · Wit-Rusland · Zweden · Zwitserland